# Matthew Shriver
Matthew "Matt" Shriver, né le 26 mai 1980 à Pocatello, est un coureur cycliste américain.

## Palmarès sur route
- 2007
  - Tour de White Rock :
    - Classement général
    - 1re étape
- 2008
  - Classement général du Tour de White Rock
  - 2e du Tour de Delta

### Classements mondiaux
| Année            | 2008 |
| ---------------- | ---- |
| UCI America Tour | 387e |

## Palmarès en cyclo-cross
- 2016-2017
  -  Champion du monde de cyclo-cross masters (35-39 ans)
- 2017-2018
  -  Champion du monde de cyclo-cross masters (35-39 ans)